# Bobby Moore
Robert Frederick Chelsea "Bobby" Moore (12. dubna 1941 – 24. února 1993) byl anglický fotbalista, obránce, mistr světa z roku 1966, držitel bronzové medaile z Mistrovství Evropy 1968, vítěz Poháru vítězů pohárů v roce 1965.
Anglickou reprezentaci vedl na vítězném šampionátu roku 1966 jako kapitán. Za anglickou reprezentaci odehrál 108 utkání, což byl dlouho anglický rekord (než byl překonán brankářem Peterem Shiltonem). V národním týmu vstřelil i dva góly a zúčastnil se ještě mistrovství v roce 1962 a 1970. Takřka celý svůj fotbalový život spojil s klubem West Ham United, hrál za něj v letech 1958–1974, sehrál za něj 544 ligových utkání a byl více než deset let jeho kapitánem. Je tak legendou v dějinách klubu. S West Hamem vyhrál krom PVP také v Anglii velmi ceněný FA Cup (1964).
V anketě Zlatý míč, která hledala nejlepšího fotbalistu Evropy, se roku 1966 umístil na čtvrtém místě, roku 1970 na druhém. Pelé ho označil za nejlepšího obránce, proti kterému kdy hrál. V roce 2002 byl zvolen 69. největším Britem všech dob. Figuruje na seznamu UEFA Jubilee 52 Golden Players.